# Roger Kihlblom
Sten Roger Kihlblom, född 20 september 1973 i Huddinge församling i Stockholms län, är en svensk skådespelare, sedan 00-talet verksam som bildingenjör. 

## Biografi
Kihlblom blev i unga år engagerad vid Vår Teater i Huddinge. Han spelade den bråkige Börje "Coma" Stenström i TV-serien Storstad (1990–1991), men har också medverkat i TV-serierna Klassliv  (1989) och Tre kronor (1995).
Han arbetade vid Spartacus/SF 1994–1996, vid Grundy UFA TV Produktions GmbH 1996–1999, vid Jarowskij 1999–2005 och vid Kihlbloms ljus och bild AB 1996–2010 samt sedan 2010 vid Grundljus, där han arbetar som ljussättare och bildingenjör för television.
Han har bland annat arbetat med OS Invigning i Peking 2008, Idol samt Allsång på Skansen i flera år. Han har även arbetat som bildingenjör på Eurovision Song Contest 2016 och OS i Rio 2016.

### Familj
Åren 2008–2013 var han gift med Lina Axelsson Kihlblom (född 1970) med vilken han har två adopterade döttrar, födda 2007 och 2008. Han är sonsons son till Arnold Kihlblom.

## Filmografi i urval

### Roller
- 1989 – Klassliv (TV-serie)
- 1990 – Storstad (TV-serie) – Börje "Coma" Stenström
- 1995 – Tre kronor (TV-serie)

### Andra funktioner
- 1994 – Tre kronor (TV-serie)
- 1996 – Vem vill bli miljonär (TV-serie)
- 1999 – Skilda världar (TV-serie)